# Knooppunt Harnasch
Het Knooppunt Harnasch was een gepland knooppunt bij Wateringen. Dit knooppunt zou gelijk aangelegd worden met de geplande A54.
Op de locatie van het geplande knooppunt bevindt zich anno 2008 een afslag naar de N211. Uit onderzoek blijkt dat de luchtkwaliteit op deze locatie relatief slecht is.
De ministers van Verkeer en Waterstaat en VROM hebben in mei 2006 de Tweede Kamer geïnformeerd dat alleen de A4 Delft-Schiedam verdergaat in de procedure op basis van de Alternatieven-MER en het advies van de Commissie m.e.r. Dit alternatief bleek het beste voor milieu en leefomgeving en voor een goede doorstroming van het verkeer, waarmee de plannen voor het eventuele knooppunt terzijde werden geschoven.
| Aansluitende wegen                          | Aansluitende wegen | Aansluitende wegen  | Aansluitende wegen | Aansluitende wegen |
| ------------------------------------------- | ------------------ | ------------------- | ------------------ | ------------------ |
|                                             |                    | richting Den Haag   |                    |                    |
|                                             |                    |                     |                    |                    |
|                                             |                    |                     |                    |                    |
|                                             |                    |                     |                    |                    |
| richting Naaldwijk / Rotterdam (Maasvlakte) |                    | richting Delft-Zuid |                    |                    |

Almere · Amstel · Arnestein · Assen · Azelo · Badhoevedorp · Bankhoef · Batadorp · Beekbergen · Benelux · Beverwijk · Bodegraven ·  Boterdiep ·  Buren · Burgerveen · Coenplein · De Baars · De Hoek · De Hogt · De Nieuwe Meer · De Poel · De Punt · De Stok · Deil · Diemen · Drachten · Drie Klauwen · Eemnes · Ekkersweijer · Emmeloord · Empel · Euvelgunne · Everdingen · Ewijk · Galder · Gooimeer · Gorinchem · Gouwe · Grijsoord · Hattemerbroek · Heerenveen · Hellegatsplein · Het Vonderen · Hintham · Hoevelaken · Hofvliet · Holendrecht · Holsloot · Hoogeveen · Hooipolder · IJmuiden (niet officieel) · Joure · Julianaplein · Kerensheide · Kethelplein · Klaverpolder · Kleinpolderplein · Kooimeer · Kruisdonk · Kunderberg · Lankhorst · Leenderheide · Lunetten · Maanderbroek · Markiezaat · Muiderberg · Neerbosch · Noordhoek · Ommedijk · Oud-Dijk · Oudenrijn · Paalgraven · Princeville · Prins Clausplein · Raasdorp ·  Reitdiep ·  Ressen · Ridderkerk · Rijkevoort · Rijnsweerd · Rottepolderplein · Rozenburg · Sabina · Sint-Annabosch · Stelleplas · Slufter · Ten Esschen · Terbregseplein · Tiglia · Vaanplein · Valburg · Velperbroek · Velsen · Vlaardingen · Vrijheidsplein · Vught · Waterberg · Watergraafsmeer · Werpsterhoek · Westerlee · Ypenburg · Zaandam · Zaarderheiken · Zonzeel · Zoomland · Zuidbroek · Zurich

Geplande knooppunten:
De Liemers · Harnasch · Zestienhoven

Voormalige knooppunten:
Bocholtz · Ekkersrijt · Europaplein (Groningen) · Europaplein (Maastricht) · Lindenholt